# Peltigeraceae
Peltigeraceae is een botanische naam voor een familie van korstmossen behorend tot de orde Peltigerales. 

## Geslachten
Volgens Index Fungorum bestaat de familie uit de volgende vier geslachten:
- Emmanuelia
- Peltigera
- Sinuicella
- Solorina